# روس غاردنر
روس غاردنر (بالإنجليزية: Ross Gardner)‏ (15 فبراير 1985 في المملكة المتحدة - ) هو لاعب كرة قدم بريطاني في مركز الوسط. لعب مع بورت فايل ونوتينغهام فورست وEastwood Town F.C. ‏ وIlkeston F.C. ‏ وShildon A.F.C. ‏ ودارلينجتون إف سى.

## وصلات خارجية
- روس غاردنر على موقع قاعدة بيانات كرة القدم.إي يو (الإنجليزية)
- روس غاردنر على موقع Soccerbase.com (لاعب) (الإنجليزية)